# Василёк донской
Василёк донско́й (лат. Centaurēa tanaītica) — растение, вид рода Василёк семейства Астровые, или Сложноцветные.

## Ареал и среда обитания
Восточнопричерноморско-заволжский эндемик. Произрастает в России и на Украине — на Нижней Волге, Заволжье, Среднем Дону и Восточном Причерноморье.
Как правило, предпочитает расти на развеваемых бугристых песках надпойменных террас и на водораздельных песчаных массивах.

## Ботаническое описание
Многолетнее травянистое растение высотой от 25 до 60 см.
Стебель ветвистый, паутинистый, как и листья. Листья перисто-рассечённые (нижние часто дважды) на узколинейные сегменты, верхние цельные.
Корзинки с обёрткой широкоовальной, длиной 13—15 мм, шириной 12—14 мм; придатки листочков её прозрачные, маслянисто-блестящие, плёнчатые, желтоватые, более или менее округлые. Венчики в сухом виде бледно-жёлтые, в живом — кремовые, очень редко розоватые. Цветение в июне — сентябре.
Летучка равна или немного короче семянки. Семянка гладкая, тонко и мягко волосистая, 4—5 мм длиной. Размножение семенное.

## Охрана
Включен в Красную книгу Волгоградской области России и в Красную Книгу Донецкой области Украины